# Ebenezer Howard
Ebenezer Howard (Londres, 1850 - 1928) fou un arquitecte i urbanista, autor de Garden Cities of To-morrow, obra on exposa una utopia basada en la ciutat-jardí o en l'harmonia entre el món urbà i la natura. La publicació del llibre va propiciar la fundació del Garden City Movement. El seu pensament està influït per Edward Bellamy, Robert Owen i Walt Whitman i és patent en l'obra d'arquitectes posteriors com Frank Lloyd Wright.
Proposava edificar ciutats de mida petita, estructurades al voltant de barris o suburbis envoltats de camp però prou propers els uns als altres com per gaudir d'una àmplia gamma de serveis. Cada barri havia de ser econòmicament autosuficient i governat pels mateixos habitants. A cada barri, els serveis se situarien envoltant les illes de cases, amb preus assumibles per totes les classes socials. Estarien protegits d'ampliacions fruit de l'especulació per un sòl no edificable de propietat comunal. Es van intentar aplicar les seves idees al disseny de la ciutat de Letchworth.
També va defensar l'ús de l'esperanto com a eina de comunicació universal, idioma que va emprar en alguns discursos públics.